# Салонен, Сиркка
Сиркка Салонен (фин. Sirkka Salonen; 29 сентября 1917, Южная Остроботния — 11 октября 1975) — финская модель. актриса
, педагог.
Победительница конкурса красоты Мисс Финляндия 1938 года. В том же году в Копенгагене стала победительницей конкурса красоты Мисс Европа.
Обучалась на учительском семинаре, но была уволена руководителем после победы на конкурсе «Мисс Европа», посчитавшим, что для будущей учительницы участие в конкурсах красоты предосудительно. Позже Совет по образованию страны отменил это решение, но С. Салонен больше отставила учебу.
В 1940 году сыграла главную роль в фильме режиссера Теуво Тулио в Unelma karjamajalla.
Имела двоих детей в браке с журналистом и композитором лёгкой музыки Антеро Вартия. Прожив некоторое время в Швеции и Германии, развелась и вернулась с детьми в Финляндию, где работала директором Тууповаарской средней школы